# Delicate Sound of Thunder (film)
A Delicate Sound of Thunder egy koncert videó az A Momentary Lapse of Reason album turnéjáról. A filmet 1988. augusztus 19-e és augusztus 23-a között vették fel a Nassau Coliseumban, Uniondale-ben, valamint június 21-én és június 22-én a franciaországi Versaillesban.

## Számok listája
1. Shine On You Crazy Diamond (Roger Waters/Richard Wright/David Gilmour)
2. Signs of Life (Gilmour/Ezrin)
3. Learning to Fly (Gilmour/Moore/Ezrin/Carin)
4. Sorrow (Gilmour)
5. The Dogs of War (Gilmour/Moore)
6. On the Turning Away (Gilmour/Moore)
7. One of These Days (Gilmour/Mason/Waters/Wright)
8. Time (Mason/Waters/Wright/Gilmour)
9. On the Run (Gilmour/Waters)
10. The Great Gig in the Sky (Wright)
11. Wish You Were Here (Waters/Gilmour)
12. Us and Them (Waters/Wright)
13. Comfortably Numb (Gilmour/Waters)
14. One Slip (Gilmour/Manzanera)
15. Run Like Hell (Gilmour/Waters)
16. Shine On You Crazy Diamond (Waters/Wright/Gilmour)

## Előadók
- David Gilmour – gitár, ének
- Richard Wright – billentyűk, ének
- Nick Mason – dob

közreműködnek
- Jon Carin – billentyűk, ének
- Guy Pratt – basszusgitár, ének
- Gary Wallis – ütős hangszerek
- Tim Renwick – gitár, ének
- Scott Page – szaxofon, gitár
- Margaret Taylor – háttérének
- Rachel Fury – háttérének
- Durga McBroom – háttérének